# Camarotea
Camarotea là chi thực vật có hoa trong họ Acanthaceae.